# 2016-os magyar asztalitenisz-bajnokság
A 2016-os magyar asztalitenisz-bajnokság a kilencvenkilencedik magyar bajnokság volt. A bajnokságot március 19. és 20. között rendezték meg Celldömölkön.

## Eredmények
| Versenyszám  | Arany                                                             | Arany | Ezüst                                                            | Ezüst | Bronz | Bronz |
| ------------ | ----------------------------------------------------------------- | ----- | ---------------------------------------------------------------- | ----- | --- | ----- |
| Férfi egyéni | Lakatos Tamás 1. FC Saarbrücken                                   |       | Szudi Ádám TTC Ruhrstadt-Herne                                   |       | Szita Márton TTC Frickenhausen Majoros Bence TTC 1946 Weinheim                                                                        |       |
| Női egyéni   | Póta Georgina TTC Berlin Eastside                                 |       | Nagyváradi Mercédesz Postás SE                                   |       | Bálint Bernadett SV DJK Kolbermoor Peterman-Varga Tímea Budaörsi SC                                                                   |       |
| Férfi páros  | Majoros Bence, Szita Márton TTC 1946 Weinheim , TTC Frickenhausen |       | Lindner Ádám, Nagy Krisztián Celldömölki VSE, PTE-Pécsi EAC      |       | Do Phuong Nam, Marsi Márton BVSC-Zugló, TTC Mühringen Lakatos Tamás, Szudi Ádám 1. FC Saarbrücken , TTC Ruhrstadt-Herne               |       |
| Női páros    | Ambrus Krisztina, Nagyváradi Mercédesz Postás SE                  |       | Csáki Rita, Tóth Edina ASE Orosháza, Szekszárd AC                |       | Bálint Bernadett, Imre Leila SV DJK Kolbermoor , Szekszárd ACSzvitacs Alexa, Mátrai Alexandra Budapesti Erdért SE, Várpalotai Bányász |       |
| Vegyes páros | Nagy Krisztián, Nagyváradi Mercédesz PTE-Pécsi EAC, Postás SE     |       | Fazekas Péter, Peterman-Varga Tímea Celldömölki VSE, Budaörsi SC |       | Lung Dániel, Gajdos Borbála Győri Elektromos, Várpalotai BányászEcseki Nándor, Bálint Bernadett Celldömölki VSE, SV DJK Kolbermoor    |       |